# Viuda de Ortega (ganadería)
La ganadería de doña Josefa Corrochano, conocida popularmente como Viuda de Ortega, era una explotación de reses bravas del término municipal de Talavera de la Reina (Toledo, España) y cuyos toros pastaban en las fincas de "Prado del Arca" y de "Santa Aplonia". El hierro, aunque a nombre de la esposa de Vicente Ortega, estuvo dirigida por el hijo mayor del matrimonio, Venancio Ortega, quien inició la andadura como ganadero en 1909.
Los toros, de origen vistahermosa - por la línea de Ibarra - y vazqueña, estaban marcados en los cuartos traseros con el hierro en forma de "O", inicial del apellido ganadero, y lucían una divisa de color azul y blanca; perteneciendo, desde 1931, a la Asociación de Criadores de Reses bravas.
Esta ganadería de toros bravos es una de las más conocidas en la historia de la tauromaquia debido a que a este hierro perteneció el toro  Bailador, que fue el que hirió de muerte a Joselito el Gallo el 16 de mayo de 1920.

## Historia de la ganadería
El periódico ABC publicaba el 17 de abril de 1915 la noticia de un tentadero en Talavera de la Reina, dirigido por el diestro Vicente Pastor en compañía del banderillero "Morenito de Valencia". Se trataba de las selecciones que doña Josefa Corrochano y su hijo, don Venancio Ortega, estaban realizando sobre los primeros productos de su recién creada ganadería. 
Las primeras compras de ganado que realizó la familia tuvieron lugar entre 1909 y 1910, cuando adquirieron hasta cincuenta eralas del hierro del duque de Veragua las cuales padrearon junto al toro Espartero de la ganadería de Amador García, que se localizaba en Tejadilla (Salamanca). Este semental, sin embargo, estuvo afectado por el hormigón, una enfermedad congénita que debilita la conformación y desarrollo de las astas, por lo que el ganadero sacrificó los productos que habían salido de este cruce aunque los machos se destinaron a la lidia en festejos menores y en plazas de poca entidad. Así, el debut como ganadero de la familia Ortega-Corrochano tuvo lugar el 16 de mayo de 1915 en una novillada que estoquearon Cortijano, Manolete II y Torquito II, siendo el primer astado de la tarde "Carracosa", número 5, de pelo jabonero sucio.
En 1914 el ganadero Dionisio Pelález trasladaba su ganadería hasta Talavera de la Reina, a la finca "Soto de Entre-ambos". La amistad y el trato con la familia Ortega, permitió que uno de los sementales de Peláez pasara a padrear en la finca de la Viuda de Ortega. Así, tenía lugar la cesión del toro Canastillo, número 40, negro mulato y herrado con la señal del marqués de Santa Coloma. Nacía, ahora sí, la línea genética vazqueña-vistahermosa que de la ganadería de los toros de doña Josefa Corrochano. Se trataba, en opinión de Hernaiz, de un toro "excesivamente tercaido, pero muy fino, largo de cuerpo, de pequeña cabeza y recogido de defensas, en los que predomina la capa negra lustrosa del padre, y que nada se asemejan á aquellas del toro salmatino, [...] bastotes y con mucha leña en la cabeza".
En marzo de 1924 tuvo lugar la muerte de la ganadera, doña Josefa Corrochano, lo que llevó a que la ganadería pasara a titularidad de su hijo, Venancio Ortega, a cuyo nombre se lidiarían desde entonces sus toros. Según los datos hemerográficos, la ganadería debió existir hasta los años treinta, momento en el que desaparece. Así, la última corrida de la se tiene constancia es la que tuvo lugar en Talavera de la Reina el 22 de septiembre de 1930, lidiándose los toros de la ganadería a manos de El Niño de la Palma, Cagancho y Bienvenida.

### Toros célebres
- Carracosa", número 5, de pelo jabonero sucio, lidiado en Talavera de la Reina el 16 de mayo de 1915 por Emilio Cortell "Cortijano", siendo la primera res lidiada de esta ganadería.
- Bailaor, número 7, de 260 kilos, "negro mulato, algo bizco del derecho, corniverde, astifino y corniapretao",[9] lidiado en la Plaza de toros de Talavera de la Reina por José Gómez Ortega, al que hirió de muerte.